# Флеш (персонаж)
Флеш (англ. The Flash, укр. Спалах) — ім'я декількох персонажів коміксів компанії DC Comics.

## Флеші
У різний час ім'я Флеш носили декілька героїв:

### Джей Ґаррік
Перший Флеш, якого на сторінках коміксів згодом замінив Баррі Аллен, після чого Джей відійшов на другий план, ставши наставником для нових спідстерів. Один із засновників Легіону Справедливості Америки (JSA), отримав свої здібності бувши студентом, під час аварії при дослідженні властивостей «важкої води». Після відходу у відставку першого JSA, знаходився в напівзабутому стані.

### Баррі Аллен
Поточний Флеш, один із засновників Ліги Справедливості, дядько Воллі Веста та дідусь Барта Аленна (Імпульс/Кід Флеш). Працює в поліції криміналістом, отримав свої здібності, коли одного разу вночі в його лабораторію вдарила блискавка й розбила пробірки з реагентами на нього, давши йому доступ до Сили Швидкості. Коли виявив свої здібності, взяв собі прізвисько «Флеш» на згадку про Джея Ґарріка — героя коміксів його дитинства. Помер героїчною смертю під час Кризи на Безкінечних Землях у 1985 році. Але виявилось, що він просто потрапив у Силу Швидкості та повернувся майже через 20 років й став Чорним Флешем у першому випуску «The Flash: Rebirth». Є Флешем і надалі. Після перезапуску The New 52 його історія змінилась.

### Воллі Вест
Учасник Ліги Справедливості, племінник Баррі Аллена, другого Флеша. З Воллі трапився той самий інцидент, що і з Баррі, так він отримав свою здібність. Деякий час Воллі був Кід Флешем при Баррі й був одним із засновників команди Титани або Юна Ліга справедливості (Teen Titans/Young justice) поряд із Діком Грейсоном, Спіді й Акваледом. Після смерті свого наставника під час Кризи на Безкінечних землях, Воллі став Флешем. До деякого часу його реальна особистість була відома, але після деяких подій Спектр зробив так, що всі це забули (а також забули справжнє ім'я другого Флеша, яке теж було відоме). Під час одної з Криз вважався загиблим, але потім повернувся іншим. Після The New 52 його історія змінилась.

### Барт Аллен
Барт народився в 31 столітті, онук Баррі, отримав свою здатність у спадок по дідовій лінії, через прискорений метаболізм він почав зростати з надшвидкістю. Щоб зупинити це, Барта помістили у камеру, яка призупиняла ріст хлопця. Але було очевидно, що це його не врятує. Тоді його бабуся Айріс переправила його у 21 століття за консультацією до Воллі. Той допоміг йому прийти до норми. Так Барт залишився у 21 столітті, під наглядом героїв цього часу. Через те, що він провів багато часу у камері що змінювала процес його росту, у Барта було трохи неадекватне сприйняття реального світу. Спочатку у нього було прізвисько Імпульс (під таким ім'ям він був учасником Юної Ліги справедливості). Деякий час, після зникнення Воллі, був Флешем, але загинув.

### Джон Фокс
Джон Фокс проживає у 27-му столітті в Централ-сіті та працює істориком у Національній Академії Наук. Одного разу в його час (2645 рік) приходить злодій, на ім'я Манфред Мота, який погрожує знищити місто. Працівники з Академії Наук вирішують відправити Джона Фокса назад у часі, щоб він відшукав кого-небудь із Флешів (Ґарріка, Аллена або Веста) і попросив їх допомогти перемогти Мота. На жаль, йому не вдається виконати завдання, але не дивлячись на це, коли Джон повертався назад свого часу, він зазнав впливу тахіонної радіації, в результаті чого отримав супершвидкість. Повернувшись у 27-ме століття, Фокс зробив собі костюм, який поєднував у собі елементи декількох костюмів з Музею Флеша, а також взяв собі відповідний псевдонім, Флеш. У підсумку Джон Фокс сам переміг Мота.